# KODA KUMI LIVE TOUR 2013 ～JAPONESOUE～
《KODA KUMI LIVE TOUR 2013 ～JAPONESQUE～》（倖田來未 2013巡迴演唱會 ～絢爛大和～）為日本歌手倖田來未於2013年在日本舉行的巡迴演唱會，並於2013年12月4日發行演唱會作品。

## 簡介
- 內容主要以專輯《JAPONESQUE》以及《Color the Cover》為主，場地為體育館型演唱會，約15萬人參加[1]。
- 演唱會於2013年3月16日在埼玉超級體育館開始至同年6月30日於橫濱體育館閉幕。
- 本演唱會作品收錄6月30日橫濱體育館最終場影像，為首次收錄最多曲目，總收錄時間超過3小時，初回限定盤特別以金箔紙盒包裝。
- 本作於公信榜獲得週間DVD音樂榜、藍光音樂榜第一名，DVD綜合榜第二名。是繼《Secret ～FIRST CLASS LIMITED LIVE～》以來連續9年都得到音樂DVD第1名，與Mr.Children並列紀錄[2]。

## 背景
- 演唱會原定於2012年開始，但因倖田懷孕而延期舉辦[1]。

## 表演內容
演唱會中共換了9套服裝，最終場共演唱了38首歌。
以歌曲〈So Nice〉開場，並搭配上改良型和服以及足蹬重達5公斤、30公分的厚底木屐的花魁樣貌出場，而最後的安可曲表演了「空中吊環」。

## 發行版本

### DVD
- 3片裝。收錄演唱會本篇Disc 1&2加上Disc 3特典影像
- 初回限定金箔紙盒包裝

### 藍光
- 2片裝。Disc 1收錄本篇、Disc 2收錄特典影像
- 初回限定金箔紙盒包裝

## 演唱會日程
| 場次             | 時間          | 地點   | 場地             |
| ---------------- | ------------- | ------ | ---------------- |
| 1                | 2013年3月16日 | 埼玉   | 埼玉超級體育館   |
| 2                | 2013年3月17日 | 埼玉   | 埼玉超級體育館   |
| 3                | 2013年4月6日  | 福岡   | MARINE MESSE福岡 |
| 4（追加公演）    | 2013年4月7日  | 福岡   | MARINE MESSE福岡 |
| 5                | 2013年4月20日 | 青森   | サンワアリーナ   |
| 6                | 2013年4月27日 | 長野   | 長野Big Hat      |
| 7                | 2013年5月3日  | 愛知   | 日本ガイシホール |
| 8                | 2013年5月4日  | 愛知   | 日本ガイシホール |
| 9                | 2013年5月9日  | 大阪   | 大阪城音樂廳     |
| 10               | 2013年5月10日 | 大阪   | 大阪城音樂廳     |
| 11               | 2013年5月25日 | 靜岡   | 静岡Ecopa Arena  |
| 12               | 2013年6月1日  | 北海道 | 北海きたえーる   |
| 13（再追加公演） | 2013年6月21日 | 大阪   | 大阪城音樂廳     |
| 14（再追加公演） | 2013年6月22日 | 大阪   | 大阪城音樂廳     |
| 15（再追加公演） | 2013年6月29日 | 神奈川 | 橫濱體育館       |
| 16（再追加公演） | 2013年6月30日 | 神奈川 | 橫濱體育館       |

## 曲目

### 演唱會本篇
DVD為Disc 1&2，藍光為Disc 1（合計147分鐘）
- ＜OPENING MOVIE＞

1. So Nice feat. Mr.Blistah
2. D.D.D.
3. 熱情
4. 不要停止愛我
5. 再會的彼方
6. KO-SO-KO-SO
7. V.I.P. feat. T-Pain
8. 粉紅 蜘蛛
9. ESCALATE
10. Slow feat. Omarion
11. Dance Part l
12. Black Cherry INTRODUCTION～JUICY remix～Hot Stuff feat. KM−MARKIT remix～TABOO
13. Dance Part ll
14. IS THIS TRAP？
15. Alone
16. 好愛好愛你
17. darling Acoustic ver.
18. 愛之歌 Acoustic ver.
19. Brave
20. 正如今宵的明月
21. IN THE AIR
22. Boom Boom Boys
23. Bling Bling Bling
24. No Man's Land
25. Outside Fishbowl～FREAKY～Selfish～Love Me Back
26. BE MY BABY
27. Poppin' love cocktail feat. TEEDA
  - [ENCORE]
28. Lady Go!
29. 甜心戰士
30. LOVELY
31. Shake Hip!
32. LALALALALA
33. All for you
34. walk ~to the future~
  - [Double ENCORE]
35. LALALALALA

### 特典影像
DVD為Disc 3，藍光為Disc 2（合計64分鐘）
- BONUS MOVIE

1. KODA KUMI LIVE TOUR 2013 ～JAPONESOUE～Making
2. KODA KUMI LIVE TOUR 2013 ～JAPONESOUE～INTERLUDE MOVIE

## 外部連結
倖田來未官方網站 - 影音作品發售訊息